# Sunny Side
Sunny Side è un comune degli Stati Uniti d'America, situato nello Stato della Georgia, nella Contea di Spalding.